# Mellersta Pahajärvi
Mellersta Pahajärvi är en sjö i Övertorneå kommun i Norrbotten och ingår i Torneälvens huvudavrinningsområde.